# 114e brigade de défense territoriale
La 114e brigade de défense territoriale (en ukrainien : 114-та окрема бригада територіальної оборони, abrégé en 114 ОБрТрО ; numéro d'unité militaire A7042) est la brigade de  l'oblast Kiev de la Force de défense territoriale de l'Armée ukrainienne.

## Historique

### Formation
En septembre 2018, commence l'entraînement d'un premier bataillon de la 114e brigade de défense territoriale dans la région de Vassylkiv, au sud de Kiev en vue de la création de la brigade. Le 6 octobre, le 134e bataillon de défense territoriale est créé à Vychhorod. Le 13 septembre 2019, un exercice d'entraînement du 132e bataillon a eu lieu à Bila Tserkva. Du 22 au 30 septembre 2021, les exercices stratégiques de commandement et d'état-major Efforts conjoints-2021 ont lieu en Ukraine. La brigade y participe avec environ 12 500 soldats de 15 pays, dont 11 pays membres de l'OTAN. Le 132e bataillon de Bila Tserkva participe à cet exercice.
Le 12 février 2022, une formation spéciale pour les civils est organisée par le 208e bataillon alors que la menace d'une invasion russe se fait de plus en plus ressentir.

### Invasion russe de l'Ukraine
Au 24 février 2022, la brigade est en état d'alerte dans l'oblast de Kiev. En raison de l'augmentation du nombre d'unités de défense territoriale à la mi-mars, le 133e bataillon de défense territoriale commence à accepter des soldats âgés de 18 à 65 ans. Les unités du bataillon défendent et organisent une traversée de la rivière entre Boutcha et Irpin. Avec le 243e bataillon, elles épaulent  des unités de la 72e brigade mécanisée le long de la rivière Irpine. Le 136e bataillon est impliqué dans la Bataille de Brovary. Entre mai et juin 2022, des éléments de la brigade participe à la défense de Sievierodonetsk.
Le 134e bataillon passe plus de 4 mois déployé dans la partie orientale de l'Ukraine. Une compagnie du 137e bataillon participe à la défense de Soledar de mai à août. Plus de la moitié de la compagnie subit des pertes, 5 soldats sont tués. Une autre compagnie participe à la libération de l'oblast de Kharkiv en septembre 2022. Le 135e bataillon passe environ un mois dans l'oblast de Jytomyr pour s'entraîner. Début juin, ils sont envoyés près de Bakhmut. Le 12 septembre, un nouveau bataillon est levé. Fin 2023, le 208e bataillon est repéré à Tchassiv Iar.
Le 29 août 2022, le commandant en chef des forces armées ukrainiennes, le général Valeri Zaloujny, a remis au commandant de la brigade un drapeau de combat.

## Structure

### Ordre de bataille
À partir de 2022, la structure de la brigade est la suivante :
- État-major de la brigade[8] ;
  - 
    -  Compagnie de protection du QG[8] ;

  -  132e bataillon de défense territoriale unité militaire А7298 (Bila Tserkva)
  -  133e bataillon de défense territoriale unité militaire А7299 (Boutcha)
  -  134e bataillon de défense territoriale unité militaire А7300 (Vyshhorod)
  -  135e bataillon de défense territoriale unité militaire А7301 (Oboukhiv)[9] ;
    -  État-major du bataillon et Compagnie de protection du QG[9] ;

  -  136e bataillon de défense territoriale unité militaire А7302 (Brovary)
  -  137e bataillon de défense territoriale unité militaire А7303 (Gaichyn)
  -  208e bataillon de défense territoriale unité militaire А7377 (Fastiv)[10].
  -  240e bataillon de défense territoriale unité militaire А4244 (Kiev)
  -  243e bataillon de défense territoriale unité militaire А4247 (Irpin) - transféré pour devenir la 241e brigade de défense territoriale
  -  250e bataillon de défense territoriale unité militaire А4254 (Kiev)[11] ;
    -  État-major du bataillon et Compagnie de protection du QG[11] ;

  -  Compagnie du génie
  -  Compagnie de communication
  -  Compagnie de logistique
  -  Batterie de mortier
  -  Unité anti-aérienne

### Commandants
- 2018 - 2023 : colonel Oleksandr Koval[12].